# Степанос Чмшкацагеци
Степанос Чмшкацагеци  (арм. Ստեփանոս Չմշկածագեցի) — армянский поэт и писец XV века.

## Жизнь
Родился в первой половине XV века, в селении Чмшкацаг исторической области Цопк. Биографические сведения известны из его памятных записей. Отец был ассирийцеем по имени Корел, мать — Ахмелик, была армянкой. Имел брата по имени Карапет. По собственному признанию с детства отличался плохим здоровьем и хилостью. По решению отца он получил армянское образование — в церковной школе Аваг ванка. Был учеником известного педагога, философа Ованеса Амшенци. После окончания обучения занимается переписыванием рукописей в Аваг ванке. К 1463 году был уже иеромонахом, не позже 1486 года получил титул вардапета. Умер предположительно в конце столетия.

## Наследие

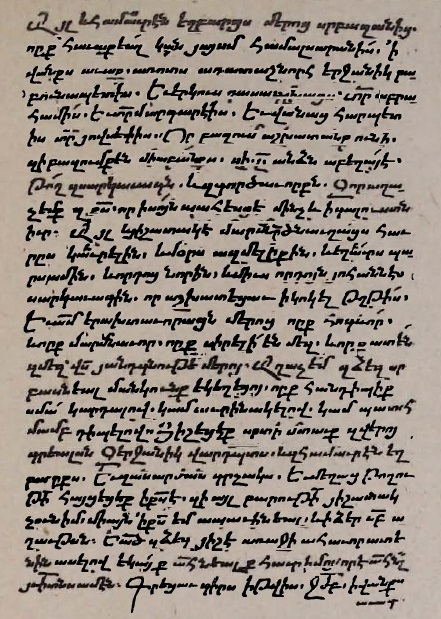
Страница из памятной записи Степаноса. Рукопись 1463 года.

Из переписанных им рукописей сохранились собрание речей Григория Богослова (1463 год), «Ареопагитики» (частично, 1464 год), два сборника разнообразных материалов (один 1464 года, другой не датирован), «Тагаран» (собрание музыкально-поэтических произведений, 1476 год), «Толкование Евангелия от Матфея» Нерсеса Шнорали (1486 год). К этим рукописям Степанос добавлял колофоны (памятные записи) в стихах. В них он рассказывает о социально-политической ситуации в своё время, а также обращается к читателям с наставлениями: например, советует беречь рукописи, проникать в смысл книг, обогащать разум и чувства, и т. д. Этим колофонам характерна эмоциональность, ясность речи и правильность стихосложения. Некоторые из них не только представляют большую художественную ценность, но и богаты историческими сведениями.
Наиболее ценен колофон «Ареопагитик», представляющий из себя панегирик в честь Ованеса Амшенци и других монахов Аваг-ванка. Художественными чертами выделяется также элегический колофон «Тагарана», в котором автор мрачными красками описывает тяжелое состояние христианского населения региона во время правления Узун-Гасана. Там же есть интересные сведения о захвате Тбилиси войсками Узун-Гасана и бегстве царя Баграта, об особенностях налогообложения в государстве Ак-Коюнлу, и т. д..